# Райнхарт, Сэм
Сэм Ра́йнхарт (англ. Sam Reinhart; род. 6 ноября 1995, Норт-Ванкувер, Британская Колумбия) — канадский профессиональный хоккеист, центральный нападающий клуба «Флорида Пантерз». На драфте НХЛ 2014 года был выбран в 1-м раунде под общим 2-м номером клубом «Баффало Сейбрз». Чемпион мира 2016 года в составе сборной Канады. Двукратный обладатель Кубка Стэнли (2024 и 2025), автор победной шайбы в 7-й игре финальной серии 2024 года.

## Личная жизнь
Самсон Райнхарт родился в Норт-Ванкувере в семье Терезы и Пола Райнхарта. Его отец был профессиональным хоккеистом, играл на позиции защитника в НХЛ. Сэм носит 23 номер на своей джерси, тот же, что носил его отец в НХЛ. У Сэма есть два брата: Макс и Гриффин. Макс был выбран в 3-м раунде на драфте НХЛ 2010 года командой «Калгари Флэймз». Второй брат Сэма, Гриффин, был выбран под 4-м номером на драфте НХЛ 2012 года года клубом «Нью-Йорк Айлендерс».
Помимо хоккея, в средней школе Сэм также играл в теннис, и до сих пор играет в него в межсезонье. Кроме хоккея и тенниса, Райнхарт играл в бейсбол, лакросс и футбол, и считает себя огромным футбольным фанатом.

## Карьера
«Кутеней Айс» выбрали Райнхарта под 15-м общим номером на входящем драфте ЗХЛ. В своей первой игре в ЗХЛ он забил победный гол в ворота команды «Эдмонтон Ойл Кингз». Райнхарт сыграл в семи матчах плей-офф ЗХЛ, не набрав ни одного очка. Также Сэм сыграл одну игру в Мемориальном Кубке.
В сезоне 2011/12 Райнхарт набрал 62 очка и стал вторым бомбардиром в своей команде, уступив только своему брату Максу. Он занял 4-е место место по очкам в истории ЗХЛ среди 16-летних игроков. В этом же сезоне Райнхарт получил приз Джим Пигготт Мемориал Трофи, который дается лучшему новичку лиги.
В своем втором полном сезоне Райнхарт был вызван в сборную лиги ЗХЛ для участия в матче ежегодной Суперсерии CHL Canada Russia Series 2012 против сборной России, он забил победный гол в серии буллитов. Райнхарт сделал свой первый хет-трик 27 января 2012 года в матче против команды «Принц Альберт Рейдерс». Сэм закончил свой второй полный сезон в ЗХЛ, забив 35 голов, отдав 50 голевых передач, и набрав 85 очков, тем самым он стал лучшим по всем вышеуказанным показателям в своей команде. 2 апреля 2013 года Райнхарт был назначен капитаном команды на сезон 2013-14.
9 октября 2013 года Райнхарт сделал голевую передачу в матче против команды «Летбридж Харрикейнз» и повторил рекорд франшизы «Кутеней Айс» по матчам кряду, в которых игрок отдавал голевые передачи (8), до этого рекорд принадлежал Джону Негрину. Сэм играл в CHL Canada Russia Series 2013 за команду ЗХЛ и был её капитаном во второй игре. В своей второй серии CHL Canada Russia Series он сделал одну голевую передачу. Райнхарт забил гол и сделал голевую передачу в игре Chl/NHL Top Prospects 2014 года, в том матче он был капитаном команды Cherry, его команда проиграла команде Orr 4-3. Отец Сэма, Пол, был одним из помощников главного тренера команды Cherry.
12 июля 2014 года Райнхарт подписал контракт новичка с «Баффало Сейбрз», которые выбрали его на драфте НХЛ 2014 года в 1-м раунде под общим 2-м номером. Сэм дебютировал в НХЛ в сезоне 2014/15. 25 октября 2014 года в матче против команды «Сан-Хосе Шаркс» Райнхарт набрал свое первое очко в НХЛ, отдав голевую передачу на Николя Делорье.
10 января 2016 года Райнхарт сделал свой первый хет-трик в карьере НХЛ в матче против команды «Виннипег Джетс», матч закончился победой «Сейбрз» 4-2.
19 сентября 2018 года Райнхарт подлил контракт с «Баффало» на 2 года с общей зарплатой 7,3 млн долларов.
25 октября 2020 года Сэм в очередной раз продлил контракт с «Сейбрз» ещё на один год с зарплатой 5,2 млн долларов.
В сезоне 2023/24 установил личный рекорд по набранным очкам и заброшенным шайбам — 94 очка (57+37) в 82 матчах. Райнхарт стал вторым снайпером чемпионата, уступив только Остону Мэттьюсу из «Торонто» (69 голов). Ранее Райнхарт никогда не забрасывал более 33 шайб за сезон. 24 июня 2024 года стал обладателем Кубка Стэнли в составе «Пантерз». Именно Райнхарт забросил победную шайбу в седьмом матче финала против «Эдмонтон Ойлерз» (2:1). Всего в 24 матчах плей-офф Райнхарт набрал 16 очков (10+6) при показателе полезности -2. Райнхарт поделил третье место в списке лучших снайперов плей-офф 2024 года.
В сезоне 2024/25 «Пантерз» вновь дошли до финала Кубка Стэнли, где встретились с «Ойлерз». В шестом матче финальной серии Райнхарт забросил 4 шайбы и помог «Флориде» победить в матче (5:1) и в серии (4-2). Райнхарт стал первым с 1957 года хоккеистом, забросившим 4 шайбы в одном матче финальной серии Кубка Стэнли, когда это удалось Морису Ришару из «Монреаль Канадиенс» в первом матче серии против «Бостон Брюинз». Райнхарт впервые в карьере в НХЛ забросил более 3 шайб за матч. Всего в 21 матче плей-офф 2025 года Райнхарт набрал 23 очка (11+12).

## Достижения

### Командные
| Год        | Команда         | Достижение                  | Достижение |
| ---------- | --------------- | --------------------------- | ---------- |
| 2024, 2025 | Флорида Пантерз | Обладатель Кубка Стэнли (2) |            |

## Статистика
| Легенда | Легенда                    | Легенда | Легенда                   | Легенда | Легенда    |
| ------- | -------------------------- | ------- | ------------------------- | ------- | ---------- |
| И       | Количество проведённых игр | Штр     | Штрафное время            | +/−     | Плюс-минус |
| Г       | Голы                       | П       | Голевые передачи          | О       | Очки       |
| -       | Статистика неизвестна      | —       | Статистика не учитывалась |         |            |